# Відкритий чемпіонат Франції з тенісу 2011
Відкритий чемпіонат Франції з тенісу 2011 (відомий також як Ролан Гаррос на честь знаменитого французького авіатора) — тенісний турнір, який проводиться на відкритому повітрі на ґрунтових кортах. Це 110 Відкритий чемпіонат Франції, другий турнір Великого шолома в календарному році. Турнір проходив на Стад Ролан Гаррос у Парижі з 22 травня по 5 червня 2011 року.

## Переможці

### Одиночний розряд. Чоловіки
Рафаель Надаль -  Роджер Федерер 7-5, 7-6, 5-7, 6-1

### Одиночний розряд. Жінки
Лі На —  Франческа Ск'явоне, 6–4, 7–6(7–0)

### Парний розряд. Чоловіки
Макс Мирний /  Деніел Нестор —  Хуан Себастьян Кабаль /  Едуардо Шванк, 7–6(7–3), 3–6, 6–4

### Парний розряд. Жінки
Андреа Главачкова /  Луціє Градецька —  Саня Мірза /  Олена Весніна, 6–4, 6–3

### Мікст
Кейсі Деллаква /  Скотт Ліпскі —  Катарина Среботнік /  Ненад Зимоньїч, 7–6(8–6), 4–6, [10–7]

### Юніори

#### Хлопці. Одиночний розряд
Бйорн Фратанджело -  Домінік Тім, 3–6, 6–3, [10–8]

#### Дівчата. Одиночний розряд
Онс Жабер -  Моніка Пуїґ, 7–6(10–8), 6–1

#### Хлопці. Парний розряд
Андрес Артуньєдо /  Роберто Карбальєс -  Мітчел Крюгер /  Шейн Вінсент, 5–7, 7–6(7–5), [10–5]

#### Дівчата. Парний розряд
Ірина Хромачова /  Марина Заневська -  Вікторія Кан /  Демі Схюрс, 6–4, 7–5

## Сіяні гравці в одиночному розряді

### Чоловіки
| Посів | Місце | Гравець                | Очки  | Захищає | Здобуто | Новий рейтинг | Статус                 | Супротивник           |
| ----- | ----- | ---------------------- | ----- | ------- | ------- | ------------- | ---------------------- | --------------------- |
| 1     | 1     | Рафаель Надаль         | 12070 | 2000    | 2000    | 12070         | Перемога в фіналі      | Роджер Федерер        |
| 2     | 2     | Новак Джокович         | 11665 | 360     | 720     | 12025         | Поразка в півфіналі    | Роджер Федерер        |
| 3     | 3     | Роджер Федерер         | 8390  | 360     | 1200    | 9230          | Поразка в фіналі       | Рафаель Надаль        |
| 4     | 4     | Енді Маррей            | 6085  | 180     | 720     | 6625          | Поразка в півфіналі    | Рафаель Надаль        |
| 5     | 5     | Робін Седерлінг        | 5435  | 1200    | 360     | 4595          | Поразка у чвертьфіналі | Рафаель Надаль        |
| 6     | 6     | Томаш Бердих           | 4200  | 720     | 10      | 3490          | Поразка в 1 колі       | Стефан Робер          |
| 7     | 7     | Давид Феррер           | 4060  | 90      | 180     | 4150          | Поразка в 4 колі       | Гаель Монфіс          |
| 8     | 8     | Юрген Мельцер          | 2850  | 720     | 45      | 2175          | Поразка в 2 колі       | Лукаш Росол           |
| 9     | 9     | Гаель Монфіс           | 2465  | 45      | 360     | 2780          | Поразка в чвертьфіналі | Роджер Федерер        |
| 10    | 10    | Марді Фіш              | 2395  | 45      | 90      | 2440          | Поразка в 3 колі       | Жіль Сімон            |
| 11    | 12    | Ніколас Альмагро       | 2225  | 360     | 10      | 1875          | Поразка в 1 колі       | Лукаш Кубот           |
| 12    | 13    | Михайло Южний          | 2010  | 360     | 90      | 1740          | Поразка в 3 колі       | Альберт Монтаньєс     |
| 13    | 14    | Рішар Гаске            | 1755  | 10      | 180     | 1925          | Поразка в 4 колі       | Новак Джокович        |
| 14    | 15    | Станіслас Вавринка     | 1920  | 180     | 180     | 1920          | Поразка в 4 колі       | Роджер Федерер        |
| 15    | 16    | Віктор Троїцький       | 1840  | 90      | 180     | 1910          | Поразка в 4 колі       | Енді Маррей           |
| 16    | 17    | Фернандо Вердаско      | 1515  | 180     | 90      | 1425          | Поразка в 3 колі       | Іван Любичич          |
| 17    | 18    | Жо-Вілфрід Тсонга      | 1570  | 180     | 90      | 1480          | Поразка в 3 колі       | Станіслас Вавринка    |
| 18    | 19    | Жіль Сімон             | 1565  | 0       | 180     | 1645          | Поразка в 4 колі       | Робін Седерлінг       |
| 19    | 20    | Марин Чилич            | 1515  | 180     | 10      | 1345          | Поразка в 1 колі       | Рубен Рамірес Ідальго |
| 20    | 21    | Флоріан Маєр           | 1555  | 0       | 45      | 1600          | Поразка в 2 колі       | Алехандро Фалла       |
| 21    | 23    | Олександр Долгополов   | 1450  | 90      | 90      | 1450          | Поразка в 3 колі       | Віктор Троїцький      |
| 22    | 24    | Мікаель Льодра         | 1400  | 10      | 10      | 1400          | Поразка в 1 колі       | Стів Дарсіс           |
| 23    | 25    | Томаш Белуччі          | 1395  | 180     | 90      | 1305          | Поразка в 3 колі       | Рішар Гаске           |
| 24    | 26    | Сем Кверрі             | 1325  | 10      | 45      | 1360          | Поразка в 2 колі       | Іван Любічич          |
| 25    | 27    | Хуан Мартін дель Потро | 1355  | 0       | 90      | 1445          | Поразка в 3 колі       | Новак Джокович        |
| 26    | 28    | Мілош Раоніч           | 1342  | (18)    | 10      | 1334          | Поразка в 1 колі       | Міхаель Беррер        |
| 27    | 29    | Маркос Багдатіс        | 1295  | 90      | 45      | 1250          | Поразка в 2 колі       | Леонардо Маєр         |
| 28    | 30    | Микола Давиденко       | 1285  | 0       | 45      | 1330          | Поразка в 2 колі       | Антоніо Веїч          |
| 29    | 32    | Янко Типсаревич        | 1225  | 10      | 90      | 1305          | Поразка в 3 колі       | Роджер Федерер        |
| 30    | 33    | Гільєрмо Гарсія-Лопес  | 1205  | 45      | 90      | 1250          | Поразка в 3 колі       | Фабіо Фоніні          |
| 31    | 34    | Сергій Стаховський     | 1145  | 10      | 90      | 1225          | Поразка в 3 колі       | Давид Феррер          |
| 32    | 35    | Кевін Андерсон         | 1150  | 10      | 45      | 1185          | Поразка в 2 колі       | Хуан Ігнасіо Чела     |

#### Знялися
| Місце | Гравець         | ОЧки | Захищає | Здобуто | Новий рейтинг | Причина              |
| ----- | --------------- | ---- | ------- | ------- | ------------- | -------------------- |
| 11    | Енді Роддік     | 2290 | 90      | 0       | 2200          | травма правого плеча |
| 22    | Давид Налбандян | 1425 | 0       | 0       | 1425          | хвороба              |
| 31    | Томмі Робредо   | 1245 | 10      | 0       | 1235          | травма лівої ноги    |

### Жінки
| Посів | Рейтинг | Гравець                | очки  | Захищає | Здобула | Новий рейтинг | Статус                     | Супротивник                |
| ----- | ------- | ---------------------- | ----- | ------- | ------- | ------------- | -------------------------- | -------------------------- |
| 1     | 1       | Каролін Возняцкі       | 10255 | 500     | 160     | 9915          | Поразка в 3 колі           | Даніела Гантухова          |
| 2     | 2       | Кім Клейстерс          | 8115  | 0       | 100     | 8215          | Поразка в 2 колі           | Арантча Рус                |
| 3     | 3       | Віра Звонарьова        | 7755  | 100     | 280     | 7935          | Поразка в 4 колі           | Анастасія Павлюченкова     |
| 4     | 4       | Вікторія Азаренко      | 5425  | 5       | 500     | 5920          | Поразка в чвертьфіналі     | Лі На                      |
| 5     | 5       | Франческа Ск'явоне     | 5246  | 2000    | 1400    | 4646          | Поразка в фіналі           | Лі На                      |
| 6     | 6       | Лі На                  | 4635  | 160     | 2000    | 6575          | Перемога в фіналі          | Франческа Ск'явоне         |
| 7     | 7       | Марія Шарапова         | 4481  | 160     | 900     | 5221          | Поразка в півфіналі        | Лі На                      |
| 8     | 8       | Саманта Стосур         | 4645  | 1400    | 160     | 4405          | Поразка в 3 колі           | Хісела Дулко               |
| 9     | 9       | Петра Квітова          | 3743  | 5       | 280     | 4018          | Поразка в 4 колі           | Лі На                      |
| 10    | 10      | Єлена Янкович          | 3670  | 900     | 280     | 3050          | Поразка в 4 колі           | Франческа Ск'явоне         |
| 11    | 11      | Маріон Бартолі         | 3000  | 160     | 900     | 3740          | Поразка в півфіналі        | Франческа Ск'явоне         |
| 12    | 12      | Агнешка Радванська     | 2876  | 100     | 280     | 3056          | Поразка в 4 колі           | Марія Шарапова             |
| 13    | 13      | Світлана Кузнецова     | 2870  | 160     | 500     | 3210          | Поразка в чвертьфіналі     | Маріон Бартолі             |
| 14    | 14      | Анастасія Павлюченкова | 2715  | 160     | 500     | 3055          | Поразка у чвертьфіналі     | Франческа Ск'явоне         |
| 15    | 15      | Андреа Петкович        | 2890  | 100     | 500     | 3290          | Поразка у чвертьфіналі     | Марія Шарапова             |
| 16    | 16      | Кая Канепі             | 2540  | 160     | 160     | 2540          | Поразка в 3 колі           | Катерина Макарова          |
| 17    | 18      | Юлія Ґерґес            | 2500  | 100     | 160     | 2560          | Поразка 3 колі             | Маріон Бартолі             |
| 18    | 19      | Флавія Пеннетта        | 2495  | 280     | 5       | 2220          | Поразка в 1 колі           | Варвара Лепченко           |
| 19    | 20      | Шахар Пеєр             | 2445  | 280     | 5       | 2170          | Поразка, 1 коло            | Марія Хосе Мартінес Санчес |
| 20    | 21      | Ана Іванович           | 2425  | 100     | 5       | 2330          | Поразка в 1 колі           | Юганна Ларссон             |
| 21    | 22      | Яніна Вікмаєр          | 2350  | 160     | 160     | 2350          | Поразка в 3 колі           | Агнешка Радванська         |
| 22    | 23      | Домініка Цібулкова     | 2210  | 160     | 5       | 2055          | Поразка в 1 колі           | Ваня Кінґ                  |
| 23    | 24      | Аліса Клейбанова       | 2165  | 160     | 0       | 2005          | знялася через хворобу      |                            |
| 24    | 25      | Ярміла Ґайдошова       | 2060  | 280     | 160     | 1940          | Поразка в 3 колі           | Андреа Петкович            |
| 25    | 26      | Марія Кириленко        | 1985  | 280     | 280     | 1985          | Поразка в 4 колі           | Андреа Петкович            |
| 26    | 27      | Надія Петрова          | 1940  | 500     | 5       | 1445          | Поразка, 1 коло            | Анастасія Родіонова        |
| 27    | 28      | Александра Дулґеру     | 1515  | 160     | 100     | 1455          | Поразка в 2 колі           | Сорана Кирстя              |
| 28    | 30      | Даніела Гантухова      | 1875  | 280     | 280     | 1875          | Поразка в 4 колі           | Світлана Кузнецова         |
| 29    | 31      | Пен Шуай               | 2080  | 0       | 160     | 2160          | Поразка в 3 колі (знялася) | Франческа Ск'явоне         |
| 30    | 32      | Роберта Вінчі          | 1615  | 100     | 160     | 1675          | Поразка в 3 колі           | Вікторія Азаренко          |
| 31    | 33      | Клара Закопалова       | 1600  | 100     | 5       | 1505          | Поразка, 1 коло            | Чжань Юнжань               |
| 32    | 34      | Цветана Піронкова      | 1463  | 5       | 100     | 1558          | Поразка у 2 колі           | Хісела Дулко               |

#### Знялися
| Місце | Гравець          | Очки | Захищає | Здобуто | Новий рейтинг | Причина               |
| ----- | ---------------- | ---- | ------- | ------- | ------------- | --------------------- |
| 17    | Серена Вільямс   | 2500 | 500     | 0       | 2000          | Пульмонарний емболізм |
| 24    | Аліса Клейбанова | 2165 | 160     | 0       | 2005          | Хвороба               |
| 29    | Вінус Вільямс    | 1840 | 280     | 0       | 1560          | Травма стегна         |

## Виноски
1. ↑  Roland-Garros. Архів оригіналу за 13 липня 2013. Процитовано 21 січня 2011.
2. ↑  Архівована копія. Архів оригіналу за 20 березня 2012. Процитовано 23 травня 2011.{{cite web}}:  Обслуговування CS1: Сторінки з текстом «archived copy» як значення параметру title (посилання)
3. ↑  Архівована копія. Архів оригіналу за 18 вересня 2012. Процитовано 23 травня 2011.{{cite web}}:  Обслуговування CS1: Сторінки з текстом «archived copy» як значення параметру title (посилання)
4. ↑  French Open 2011: Marin Cilic out in straight sets to Ramírez Hidalgo. The Guardian. 22 травня 2011. Архів оригіналу за 28 жовтня 2022. Процитовано 15 жовтня 2023. (англ.)
5. ↑  Roddick, Ferrero pull out of French Open. Yahoo Sports. Архів оригіналу за 13 липня 2013. Процитовано 19 травня 2011.
6. ↑  Argentina’s David Nalbandian to miss French Open. Yahoo Sports. Архів оригіналу за 17 травня 2011. Процитовано 11 травня 2011. {{cite web}}: Недійсний |deadurl=404 (довідка)
7. ↑  Архівована копія. Архів оригіналу за 24 травня 2011. Процитовано 24 травня 2011.{{cite web}}:  Обслуговування CS1: Сторінки з текстом «archived copy» як значення параметру title (посилання)
8. ↑  Архівована копія. Архів оригіналу за 1 травня 2012. Процитовано 23 травня 2011.{{cite web}}:  Обслуговування CS1: Сторінки з текстом «archived copy» як значення параметру title (посилання)
9. ↑  http://www.sportinglife.com/tennis/news/story_get.cgi?STORY_NAME=tennis/11/05/22/TENNIS_French_Women_Nightlead.html&BID=553%5Bнедоступне+посилання+з+травня+2019%5D
10. ↑  http://sports.espn.go.com/sports/tennis/french11/news/story?id=6575294&campaign=rss&source=ESPNHeadlines
11. 1 2  Архівована копія. Архів оригіналу за 31 травня 2011. Процитовано 23 травня 2011.{{cite web}}:  Обслуговування CS1: Сторінки з текстом «archived copy» як значення параметру title (посилання)
12. ↑  http://www.abc.net.au/news/stories/2011/05/23/3224838.htm?site=sport&section=all
13. ↑  Serena Williams out of French; eyes summer return. Yahoo Sports. Архів оригіналу за 16 травня 2011. Процитовано 13 травня 2011. {{cite web}}: Недійсний |deadurl=404 (довідка)
14. ↑  Venus Williams out of French Open. Yahoo Sports. Архів оригіналу за 17 травня 2011. Процитовано 14 травня 2011. {{cite web}}: Недійсний |deadurl=404 (довідка)